# John Nehrman (1860–1936)
John Alfred Nehrman, född 2 september 1860 i Åmål, död 16 augusti 1936 i Strängnäs, var en svensk litograf, målare och tecknare.
Han var son till kronofogden Carl Gustaf Nehrman och Hanna Wickbom samt bror till Hjalmar och Axel Nehrman. Nehrman studerade först teckning för Janne Nehrman i Vadstena innan han fortsatte sina studier vid konstakademierna i Düsseldorf och München. Han var därefter verksam som litograf vid Jönköpings litografiska anstalt. Som konstnär utförde han målningar i olja samt teckningar för tidskrifterna Strix och Fliegende Blätter. Som illustratör illustrerade han ett antal av Fritz Reuters barnböcker och Amy Palms Borta och hemma eller mera om barnen på Broby.